# Peggy Parnass

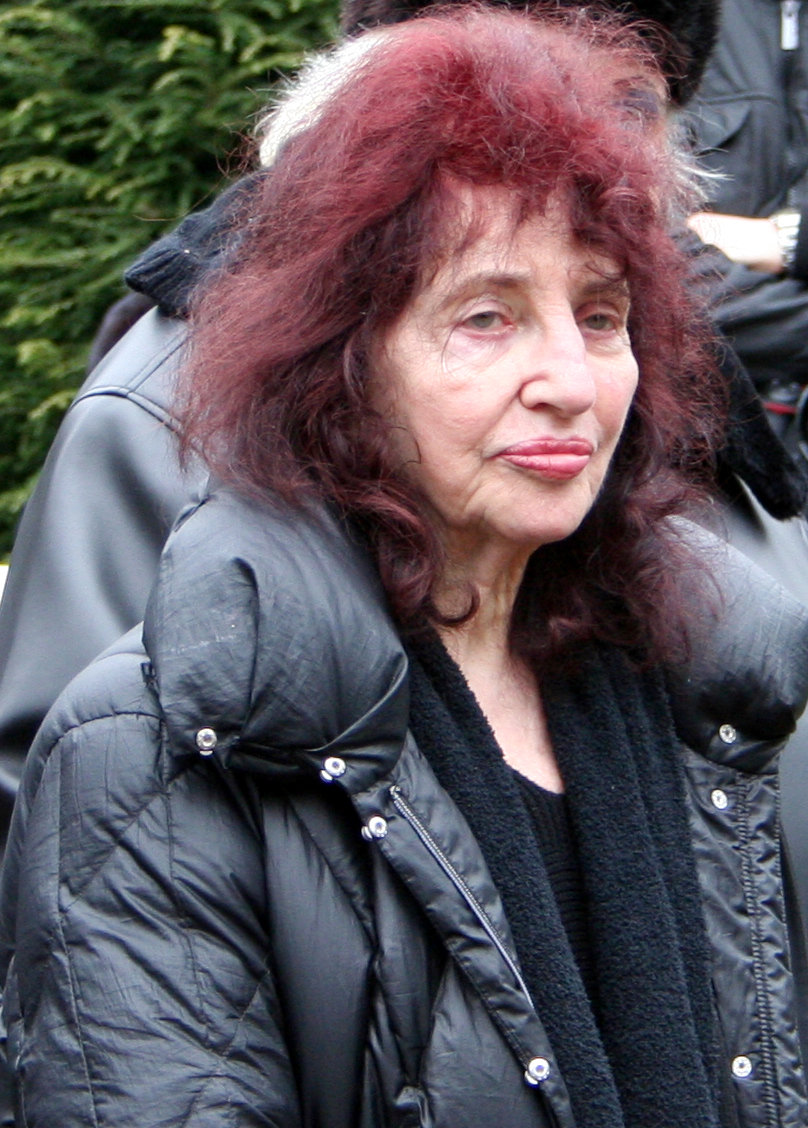
Peggy Parnass (2009)

Ruth Peggy Sophie Parnass (geboren am 11. Oktober 1927 in Hamburg; gestorben am 12. März 2025 ebenda) war eine deutsch-schwedische Schauspielerin, Kolumnistin, Gerichtsreporterin und Autorin.

## Leben und Wirken
Ihr Vater Simon Parnass (geboren 1879) und ihre Mutter Hertha Parnass, geb. Emanuel (geboren 1906), wurden aufgrund ihrer jüdischen Herkunft 1942 im Vernichtungslager Treblinka von den Nationalsozialisten ermordet. Nach ihnen wurde im September 2023 der Parnass-Platz im Hamburger Stadtteil Eimsbüttel benannt.
1939 wurde Parnass als Kind mit ihrem vierjährigen Bruder Gady mit einem Kindertransport nach Stockholm gebracht. In den folgenden sechs Jahren lebte sie in zwölf verschiedenen Pflegefamilien. Kurz vor Ende des Krieges kamen die Kinder zu einem Onkel nach London, der als Einziger aus der Familie durch Flucht überlebt hatte. Dort lebte sie drei Jahre zusammen mit ihrem Bruder, der später Engländer wurde, während Peggy zurück nach Schweden ging und die schwedische Staatsbürgerschaft annahm. Dort gebar sie 1951 auch ihren Sohn Kim, der in jungen Jahren als Schauspieler tätig war.
Parnass studierte in Stockholm, London, Hamburg und Paris. Seit ihrem 14. Lebensjahr erarbeitete sie sich ihren Lebensunterhalt durch ihre Sprachkenntnisse als Sprachlehrerin, Filmkritikerin, Kolumnistin und Dolmetscherin für die Kriminalpolizei. Sie arbeitete als Schauspielerin in Film und Fernsehen und übersetzte Märchen. Sie schrieb 17 Jahre lang Gerichtsreportagen für die Monatszeitschrift konkret. Sie hielt Lesungen auch aus ihren Büchern, sang an Theatern in Deutschland, der Schweiz, Österreich und Luxemburg, arbeitete für Rundfunk und Fernsehen (SFB-Porträt, Interviews, Diskussionen).
Ihre Wohnung in Hamburg-St. Georg, in der sie seit den frühen 1970er Jahren lebte, prägten zahlreiche Fotografien von prominenten Persönlichkeiten wie Udo Lindenberg, den Beatles und dem Dichter Peter Rühmkorf. Udo Lindenberg verdankte sie den Spitznamen „Peggy Panther“. 
Seit einem Sturz im Jahr 2019 lebte sie in einem Hamburger Seniorenstift.
Peggy Parnass war eine engagierte Antifaschistin, die sich stets kompromisslos für die Schwachen und gegen jede Form von Ungerechtigkeit einsetzte. Aufgrund ihrer klaren Haltung gegen § 175 des Strafgesetzbuchs wurde sie früh zur wichtigen Stimme des Homosexuellenmilieus Hamburgs, insbesondere im Stadtteil St. Georg. Peggy Parnass gilt als Ikone der Schwulenbewegung. Sie war Mitglied der Gewerkschaft ver.di.

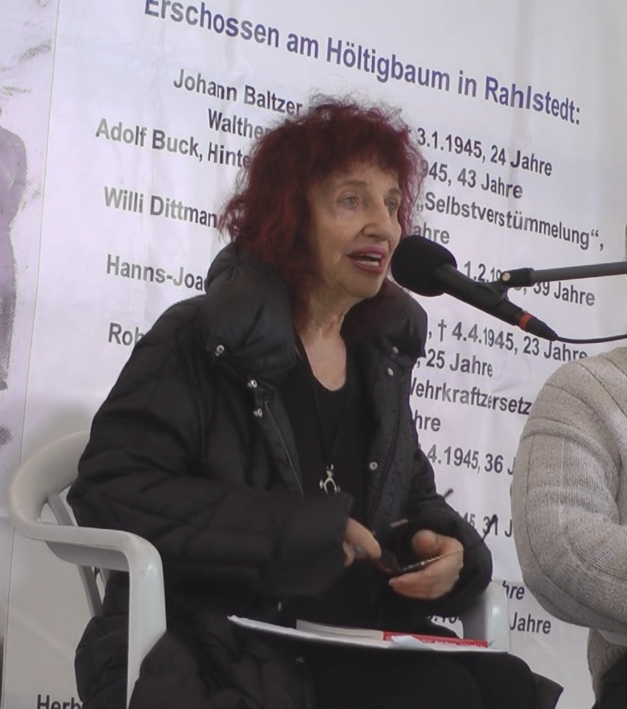
Peggy Parnass liest in Hamburg aus ihrem Buch Süchtig nach Leben (2014)

Für die digitale Fotoausstellung im Willy-Brandt-Haus 2021 in Berlin unter dem Titel Lonka-Projekt wurde sie von Axel Martens porträtiert.
Parnass wurde am 18. März 2025 auf dem Jüdischen Friedhof Ohlsdorf beigesetzt.

## Filme
- 1965: Zwei; Kurzfilm; Regie: Roland Klick; ausgezeichnet mit den Goldenen Dukaten
- 1966: Jimmy Orpheus; Regie: Roland Klick
- 1967: Bürgerkrieg in Rußland; fünfteiliger dokumentarischer Fernsehfilm; Regie: Wolfgang Schleif
- 1967: Das Amulett; Folge der Fernsehserie Das Kriminalmuseum; Regie: Dieter Lemmel
- 1968: Stahlnetz: Ein Toter zuviel; Regie: Jürgen Roland
- 1968: Mauerblume im Ballhaus Paradox; Regie: Rudolf Lorenzen
- 1969: Kaddisch nach einem Lebenden; Regie: Karl Fruchtmann
- 1980: Panische Zeiten; Regie: Udo Lindenberg, Peter Fratzscher
- 1982: Von Richtern und anderen Sympathisanten; Regie: Axel Engstfeld, nach der PP-Kolumne benannt, ausgezeichnet mit dem Filmband in Silber
- 1983: Der Beginn aller Schrecken ist Liebe; Regie: Helke Sander
- 1994: Keiner liebt mich; Regie: Doris Dörrie

## Schriften
- Prozesse 1970–1978. Rowohlt, Reinbek bei Hamburg 1992, ISBN 3-499-19190-3 (= Rasch und Röhring, Hamburg 1990, ISBN 3-89136-393-1, 1. Auflage Zweitausendeins, Frankfurt am Main 1978).
- Interview mit Marie Marcks. In: Marie Marcks: Schöne Aussichten. Elefanten Press Verlag, Berlin 1980, ISBN 3-88520-031-7.
- Unter die Haut. Konkret-Literatur-Verlag, Hamburg 1983, ISBN 3-922144-26-8.
- Kleine radikale Minderheit.  Konkret Literatur Verlag, Hamburg 1985, ISBN 3-922144-46-2.
- Süchtig nach Leben. Konkret Literatur Verlag, Hamburg 1990, ISBN 3-922144-90-X (Autobiographie).
- Mut und Leidenschaft. Konkret Literatur Verlag, Hamburg 1993, ISBN 3-89458-121-2.
- Vor- und Nachwort in: Flora Neumann: Erinnern, um zu leben. Vor Auschwitz, in Auschwitz, nach Auschwitz. 3. Auflage. Konkret Literatur Verlag, Hamburg 2006, ISBN 3-89458-246-4.
- Wenn wir schon von Mord sprechen zur Debatte um Christian Klar, In: stern.de, 29. März 2007
- Kindheit. Wie unsere Mutter uns vor den Nazis rettete. Verlag Schwarze Kunst, Hamburg 2012, ISBN 978-3-927840-43-0 (Künstlerbuch, mit original Holzschnitten illustriert von Tita do Rêgo Silva).
- mit Umeswaran Arunagirinathan und Doris Mendlewitsch: «Grenzen akzeptieren wir nicht!» Über Migration, Heimat und den Wert der Freiheit, Rowohlt Verlag, Hamburg 2025, ISBN 978-3-499-01783-4

## Auszeichnungen
- 1979: Joseph-Drexel-Preis
- 1980: Fritz-Bauer-Preis
- 1998: Biermann-Ratjen-Medaille
- 2005: St. Georgs-Medaille
- 2008: Verdienstorden der Bundesrepublik Deutschland
- 2019: Hamburgische Ehrendenkmünze in Gold
- 2021: Ehrenmitgliedschaft im PEN-Zentrum Deutschland

### Darstellungen
- Edgar Sebastian Hasse: Peggy Parnass: Unerschrockene Chronistin der NS-Verbrechen (Memento vom 12. Oktober 2019 im Internet Archive). In: Hamburger Abendblatt vom 11. Oktober 2019, abgerufen am 17. Oktober 2019
- Heide Soltau: ZeitZeichen: 11.10.1934 – Geburtstag von Peggy Parnass. In: WDR 5, ZeitZeichen vom 11. Oktober 2019, abgerufen am 14. Oktober 2019
- Iven Fritsche: Besuch bei Peggy Parnass; in Wandler. Zeitschrift für Literatur, Nr. 23, 1997; ISSN 0945-4225
- Bekenntnis in Harburg: "Ich schäme mich, ein Mensch zu sein". von Martina Berliner – Peggy Parnass spricht über ihre Kindheit; in: HAN, 10. Nov. 2010. Archiviert vom Original am 16. Juni 2012.
- Friederike Gräff: „Die ganze Welt ist Krieg“. In: Die Tageszeitung. 9. September 2019 (Interview).

### Nachrufe
- Alana Tongers: Sie warf mit Liebe um sich. In:  spiegel.de, 13. März 2025, online, Bezahlschranke, abgerufen am 13. März 2025
- Jan Feddersen: Eine herzensgrantige Botschafterin des anderen Hamburg. In: taz.de, 13. März 2025, online, abgerufen am 13. März 2025
- Willy Winkler: Die Persönliche. In: sueddeutsche.de, 13. März 2025, online, Bezahlschranke, abgerufen am 13. März 2025
- Olaf Wunder: Trauer um Peggy Parnass: Eine Frau voller Liebe, Wut und Leidenschaft. In: mopo.de, 13. März 2025, online, abgerufen am 13. März 2025